# Mijama Sizuo
Mijama Sizuo (Hirosima) japán válogatott labdarúgó.

## Klubcsapatokban
Mijama Hiroshima prefektúrában született. A Keió Egyetem elvégzése után szülővárosa csapatában, a Rijo Shukyu-Dan együttesében játszott. A klubbal megnyerte az 1924-es és 1925-ös Császár-kupát, többek között olyan válogatott játékosokkal, mint Simizu Naoemon és Kagava Szacsi.

## A válogatottban
1923 májusában beválogatták a japán nemzeti csapatba az 1923-as Távol-Keleti Játékokra, amelyet Oszakában rendeztek meg. Május 23-án mutatkozott be a Fülöp-szigetek ellen. Ez volt a japán válogatott történetének első hivatalos mérkőzése. Másnap, május 24-én pályára lépett a tajvani válogatott ellen is. Japán mindkét mérkőzést elveszítette (1–2 a Fülöp-szigetek, 1–5 a Kínai Köztársaság ellen).

## Statisztika
| Japán válogatott | Japán válogatott | Japán válogatott |
| Év               | Mérk.            | gól              |
| ---------------- | ---------------- | ---------------- |
| 1923             | 2                | 0                |
| Összesen         | 2                | 0                |